# Gesualdo (nome)
Gesualdo  è un nome proprio di persona italiano maschile.

## Varianti
- Femminile: Gesualda[1][3][4]

## Origine e diffusione
Si tratta di un nome medievale, attestato in latino nelle forme Gesualdus e Gesualda; generalmente lo si interpreta come un derivato del nome Gesù.
Secondo altre fonti sarebbe invece un nome germanico, ma ci sono varie ipotesi su quali siano i due elementi che lo comporrebbero; nella maggioranza delle ricostruzioni il secondo è wald ("dominare", "governare" o "re", "potente"), mentre il primo viene identificato con gisil (o gisol, "ostaggio", "pegno", "figlio di nobili", come in Gisella) o con gais ("lancia", "punta di freccia", come in Genserico), e il significato viene quindi interpretato in vari modi, ad esempio "ostaggio del re". Förstemann attesta un composto germanico di gisil e wald in forme quali Gisloald, Gislevold, Gislald, Gislold, Kisilolt e Kislolt e uno di gis (una probabile abbreviazione di gisil) e wald in forme quali Gissold, Gissald, Gieswald, ma nessun nome formato da gais e wald. Sempre appoggiandosi ad un'origine germanica, è stato proposto che il nome sia una corruzione di Osvaldo.
Va notato inoltre che "Gesualdo" è il nome di una cittadina della Campania nonché un cognome italiano; la correlazione tra nome, cognome e toponimo è incerta: il cognome potrebbe derivare dal nome oppure dal toponimo; il toponimo, attestato dal 1150 come Gisualdum e Gesualdum, potrebbe a sua volta derivare dal nome oppure avere un'origine germanica indipendente, da Gisu e wald, "bosco di Giso".
Il nome gode di particolare diffusione in Calabria e Sicilia, specialmente nel reggino, per via del culto del venerabile frate cappuccino Gesualdo (al secolo Giuseppe Malacrino). Nel resto d'Italia è noto principalmente per via del romanzo di Giovanni Verga Mastro-don Gesualdo.

## Onomastico
Come nome adespota, ovvero privo di santo patrono, l'onomastico non viene festeggiato in un giorno proprio bensì il 1º novembre, ricorrenza di Ognissanti.

## Persone

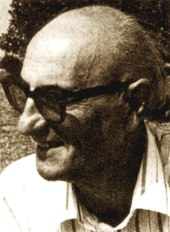
Gesualdo Bufalino

- Gesualdo Albanese, calciatore e allenatore di calcio italiano
- Gesualdo Bufalino, scrittore, poeta e aforista italiano
- Gesualdo Clementi, chirurgo, medico e docente italiano
- Gesualdo Libertini, politico italiano
- Gesualdo Nicola Loschirico, arcivescovo italiano
- Gesualdo Manzella Frontini, poeta, giornalista e scrittore italiano
- Gesualdo Piacenti, calciatore e allenatore di calcio italiano

### Variante femminile Gesualda
- Gesualda Malenchini, patriota, educatrice e filantropa italiana

## Il nome nelle arti
- Gesualdo Motta è un personaggio del romanzo di Giovanni Verga Mastro-don Gesualdo, e dell'omonimo sceneggiato televisivo da esso tratto.